# Symfonie nr. 25 (Haydn)
De Symfonie nr. 25 is een symfonie van Joseph Haydn, geschreven in 1761 of 1763. Opvallend is dat er geen trompetten noch pauken aanwezig zijn, alhoewel vrijwel alle andere symfonieën die in C majeur gecomponeerd zijn deze instrumenten wel hebben.

## Bezetting
- 2 hobo's
- 1 fagot
- 2 hoorns
- Strijkers
- Klavecimbel

## Delen
Het werk bestaat uit drie delen:
1. Adagio - Allegro molto
2. Menuetto en trio
3. Presto

1 · 2 · 3 · 4 · 5 · 6 (Le Matin) · 7 (Le Midi) · 8 (Le Soir) · 9 · 10 · 11 · 12 · 13 · 14 · 15 · 16 · 17 · 18 · 19 · 20 · 21 · 22 (De Filosoof) · 23 · 24 · 25 · 26 (Lamentatione) · 27 · 28 · 29 · 30 (Halleluja) · 31 (Hoornsignaal) · 32 · 33 · 34 · 35 · 36 · 37 · 38 (Echo) · 39 · 40 · 41 · 42 · 43 (Mercurius) · 44 (Treursymfonie) · 45 (Afscheidssymfonie) · 46 · 47 (Palindroom) · 48 (Maria Theresia) · 49 (La Passione) · 50 · 51 · 52 · 53 (L'Impériale) · 54 · 55 (De schoolmeester) · 56 · 57 · 58 · 59 (Vuursymfonie) · 60 (Il distratto) · 61 · 62 · 63 (La Roxelane) · 64 (Tempora mutantur) · 65 · 66 · 67 · 68 · 69 (Laudon) · 70 · 71 · 72 · 73 (La chasse) · 74 · 75 · 76 · 77 · 78 · 79 · 80 · 81

88 · 89 · 90 · 91 · 92 (Oxford)

- Bibliothèque nationale de France: cb14804438v (data)
- Library of Congress Control Number: no92006240
- MusicBrainz work: 00135000-e167-4419-a4ee-d8c7b0b9af23
- Nationale Bibliotheek van Israël: 987007447962205171
- Virtual International Authority File: 180431306